# Seznam uzbeških nogometašev
Seznam uzbeških nogometašev.

## A
- Temurxo'ja Abduxoliqov

## K
- Miryalol Kasymov

## S
- Maksim Shatskikh

## Z
- Ilyas Zeytulayev